# 紐西蘭皇家學會
紐西蘭皇家學會（英語：Royal Society of New Zealand）是紐西蘭獨立的非盈利、法定諮議機構，在自然科學和人文科學領域提供資助和政策諮詢。

## 歷史
此學會由喬治·格雷爵士以紐西蘭研究所的名義作為紐西蘭內的頂尖科學組織成立於1867年,成立時此學會由奧克蘭研究所，惠靈頓哲學學會，坎特伯雷哲學研究所和奧塔哥研究所組成。建會初期,此學會以出版會報和學報作為其主要功能。為了與倫敦皇家學會保持一致,此學會在獲得御准後,於1933年更名為"紐西蘭皇家學會"。在2010年，紐西蘭皇家學會將職權範圍擴大到社會科學和人文科學。

## 目的
目前根據1997年“紐西蘭皇家學會法”（2012年修訂），紐西蘭皇家學會的成立目的為：
1.	在紐西蘭的社會培養一種支持科學和技術的文化，包括（但不限於）：（i）提高公眾對科學和技術的認識，知識和理解; （ii）推進科技教育。
2.	鼓勵，促進和認可科技卓越科學和技術貢獻。
3.	為科學家和技術專家的專業需求和發展提供基礎設施和其他支持。
4.	向政府和社會提供有關重大公共事務的專家意見。
5.	執行學術委員會認為有助於促進和促進紐西蘭的科學和技術的所有其他合法事項。

## 職能
紐西蘭皇家學會的職能包括：
- 科學資金 - 作為政府資助的非政治性資金分配機構，特別在研究和科學教育的運作。
- 出版學術期刊 - 發行同行評議的期刊，如紐西蘭植物學雜誌和紐西蘭動物學雜誌。
- 會議和研討會 - 大多數省級和分支科學機構會舉辦一些小形講座，紐西蘭皇家學會會幫助推廣這些講座和講座人。
- 頒發獎項和獎牌 - 包括：
  - 盧瑟福獎（以前稱為金牌） - 每年頒發給對科學，數學，社會科學領域做出特殊貢獻的人或團體。除了研究或技術實踐外，此獎項也頒發給對促進和提升公眾意識，知識和理解作出特殊貢獻的人。
  - 皮克靈獎 - 每年頒發給對新西蘭社會和科學，數學，社會科學和技術文化做出突出貢獻的人士。 此獎項也包括銀牌和銅牌。
  - 弗萊明獎 - 每三年頒發一次，以以表彰對保護紐西蘭環境做出貢獻的人士[5]。
  - 赫克托獎 - 每年頒發給紐西蘭國內對化學，物理或數學和信息科學領域做出突出貢獻的研究員。
- 科學教育 - 負責推動優質科學教育，在製定國家科學課程中發揮作用。

紐西蘭皇家學會也負責管理總理科學獎。

## 關於氣候變化的聲明
2008年7月10日，紐西蘭皇家學會公佈了一份關於氣候變化的聲明，說：
由於溫室氣體排放量的增加，全球氣候變暖。 測量顯示，大氣中的溫室氣體濃度遠高於數千年以來的水平。 進一步的全球氣候變化可能會持續下去，隨著時間的推移，氣候變化的影響將變得更加昂貴。 若要減少未來氣候變化的影響，大幅減少溫室氣體的排放是必要的。

## 主席
歷任紐西蘭皇家學會主席:
1. 1903-1904 弗雷德里克·沃拉斯頓·赫頓上尉
2. 1905-1906詹姆斯·赫克托爵士
3. 1907-1908喬治·馬爾科姆·湯姆森閣下
4. 1909-1910奧古斯·都漢密爾頓
5. 1911-1912托馬斯·弗雷德里奇·切斯曼
6. 1913-1914查爾斯·奇爾頓
7. 1915-1915唐納德·皮特里
8. 1916-1917威廉·布萊克斯蘭·貝納姆爵士
9. 1918-1919倫納德·科科恩
10. 1920-1921托馬斯·希爾·霍夫菲爾德爵士
11. 1922-1923哈里·博爾·柯克
12. 1924-1925帕特里克·馬歇爾
13. 1926-1927伯納德·克拉克羅夫特·阿斯頓
14. 1928-1928詹姆士·艾倫·湯姆森
15. 1929-1930克林頓·柯勒里奇·法爾
16. 1931-1932休·威廉·塞葛爾
17. 1933-1934羅伯特·斯佩特
18. 1935-1936赫伯特·威廉姆斯主教
19. 1937-1938威廉·珀西瓦伊·埃文斯
20. 1939-1940約翰·歐內斯特·霍洛威主教
21. 1941-1942吉爾伯特·愛德華·阿奇爵士
22. 1943-1945哈利·霍華德·艾倫
23. 1946-1947威廉·諾埃爾·本森
24. 1947-1947埃內斯特·馬斯登爵士
25. 1948-1950羅伯特·法拉爵士
26. 1950-1952弗朗西斯·雷蒙德·卡拉漢
27. 1952-1954瓦爾特·雷吉納爾德·布魯克·奧利弗
28. 1954-1956大衛·米勒
29. 1956-1958林賽·希思科特·布里格斯
30. 1958-1960羅賓·薩特克利夫·艾倫
31. 1960-1962約瑟夫·基思·迪克森
32. 1962-1964查爾斯·亞歷山大·弗萊明爵士
33. 1964-1964邁爾斯·艾爾默·富爾頓·巴內特
34. 1964-1966查爾斯·亞歷山大·弗萊明爵士（再次）
35. 1966-1970約翰·亞瑟·雷金納德·邁爾斯
36. 1970-1974理查德·賴特威·廉特
37. 1974-1977馬爾科姆·麥克雷·伯恩斯爵士
38. 1977-1981理查德·肯尼思戴爾
39. 1981-1985愛德華·喬治·寶拉德
40. 1985-1989特雷弗·哈特頓
41. 1989-1993約翰·牛頓·多德
42. 1993-1997菲利帕·瑪格麗特·布萊克
43. 1997-2000約翰·斯科特爵士
44. 2000-2003吉爾·辛普森爵士
45. 2004-2006吉姆·沃特森
46. 2006-2010內維爾·約旦
47. 2010-2012加斯·卡納比
48. 2012-2015大衛·塞克格爵士
49. 2015-至今理查德·貝德福德

## 院士
紐西蘭皇家學會理事會不時會選出任何被認為“在研究或科學進步方面取得了進步”的人士為紐西蘭皇家學會院士 (Fellow of Royal Society of New Zealand，縮寫為FRSNZ) 。院士人數由學院理事會和學會理事會之間商定的數目而決定。

## 附屬機構
紐西蘭皇家學會的直接成員相對較少，大多數成員通過附屬機構加入紐西蘭皇家學會。 紐西蘭皇家學會的附屬機構包括：
- 紐西蘭農藝學會
- 紐西蘭評估協會（ANZEA）
- 社會科學研究者協會
- 澳大拉西亞臨床和實驗,藥理學家和毒理學家協會（紐西蘭分會）（ASCEPT）
- 紐西蘭地質學會
- 紐西蘭氣象學會
- 紐西蘭測量師學會
- 紐西蘭營養學會
- 紐西蘭考古學會
- 紐西蘭教育研究協會
- 紐西蘭臨床研究協會
- 紐西蘭數學教師協會
- 紐西蘭科學教育家協會
- 紐西蘭科學家協會
- 紐西蘭生物化學與分子生物學會
- 紐西蘭飲食協會
- 紐西蘭生態學會
- 紐西蘭淡水科學學會
- 紐西蘭地理學會
- 紐西蘭地球物理學會
- 紐西蘭地熱協會
- 紐西蘭草原協會
- 紐西蘭水文學會
- 紐西蘭農業和園藝科學研究所
- 紐西蘭食品科學與技術研究所
- 紐西蘭經濟研究所
- 紐西蘭化學研究所
- 紐西蘭林業研究所
- 紐西蘭物理學研究所
- 紐西蘭海洋科學學會
- 紐西蘭數學學會
- 紐西蘭微生物學會
- 紐西蘭植物保護學會
- 紐西蘭心理學會成立
- 紐西蘭動物生產協會
- 紐西蘭內分泌學會
- 紐西蘭腫瘤學會
- 紐西蘭寄生蟲學會
- 紐西蘭植物生物學家協會（NZSPB）
- 紐西蘭土壤學會
- 紐西蘭統計局
- 紐西蘭獸醫協會
- 紐西蘭操作研究學會
- 紐西蘭生理學會成立
- 紐西蘭人口協會
- 紐西蘭皇家天文學會
- 紐西蘭社會人類學家協會
- 紐西蘭社會學會
- 技術教育紐西蘭（TENZ）

## 地區附屬機構
紐西蘭皇家學會的地區附屬機構包括：
- 奧克蘭博物館研究所（原奧克蘭研究所[8]）
- 紐西蘭皇家學會霍克斯灣分會
- 納爾遜科學學會[9]
- 奧塔哥藝術與科學研究所[10]
- 紐西蘭皇家學會坎特伯雷分會
- 紐西蘭皇家學會馬納瓦圖分會（原馬納瓦圖哲學學會[11]）
- 紐西蘭皇家學會羅托魯瓦分會
- 紐西蘭皇家學會惠靈頓分會（原惠靈頓哲學學會[12]）
- 紐西蘭皇家學會懷卡托分會
- 紐西蘭皇家學會瓦納卡分會

## 外部連結
- Home page （页面存档备份，存于）
- Royal Society of New Zealand Act 1997 （页面存档备份，存于）